# Stubaier Alpen
Die Stubaier Alpen sind eine Gebirgsgruppe in den zentralen Ostalpen. Sie befinden sich südwestlich von Innsbruck zwischen dem Wipptal (Brennerpass), dem Ötztal und dem Passeier. Anteil haben Österreich mit dem Bundesland Tirol und Italien mit der Provinz Südtirol.

## Geographie
Benannt sind die Stubaier Alpen nach dem Stubaital, das von südlich Innsbruck südwestwärts tief in die Gruppe vordringt.
Teile der Stubaier Alpen weisen eine Vergletscherung auf. Der nördliche Teil rund um das Sellraintal und das Kühtai ist nur noch gering vergletschert und ein beliebtes Skitourenziel (Zischgeles, Lampsenspitze, Pirchkogel, Sulzkogel). Das Hochstubai rund um das hintere Stubaital ist noch stark vergletschert und ein klassisches Hochtourengebiet. Dort findet sich auch ein Gletscherskigebiet, der sogenannte Stubaier Gletscher.
Zusammen mit den westlich benachbarten Ötztaler Alpen, mit denen sie am Timmelsjoch verbunden sind, bilden die Stubaier Alpen eine der größten Massenerhebungen der Ostalpen.

### Umgrenzung und benachbarte Gebirgsgruppen
In der Alpenvereinseinteilung der Ostalpen (AVE) haben sie die Nummer 31.
Als Umgrenzung ergibt sich folgende Linie:
- im Norden der Inn
  - im Nordwesten von Einmündung Ötztaler Ache (bei Ötztal-Bahnhof) bis zur Mündung des Niederbachs in Dirschenbach bei Inzing zur Mieminger Kette (AVE 4) der Nördlichen Kalkalpen
  - im Nordosten Inn weiter bis Innsbruck zum Karwendel (AVE 5) der Nördlichen Kalkalpen
- im Osten das Wipptal:
  - im Nordosten Sill bis Einmündung Schmirnbach (Schmirntal) bei St. Jodok zu den Tuxer Alpen (AVE 33)
  - im Südosten Sill zum Brenner – Eisack bis Sterzing zu den Zillertaler Alpen (AVE 35)
- im Süden unterer Ridaunbach – Jaufenbach (Jaufental) – Jaufenpass – St. Leonhard in Passeier zu den Sarntaler Alpen (AVE 32, dort noch zu den zentralen Ostalpen gerechnet)
- im Westen Passeiertal – Timmelsjoch – Timmelsbach – Gurgler Ache – Ötztaler Ache (das ganze Ötztal) bis Mündung in den Inn zu den Ötztaler Alpen (AVE 30)

### Untergruppen

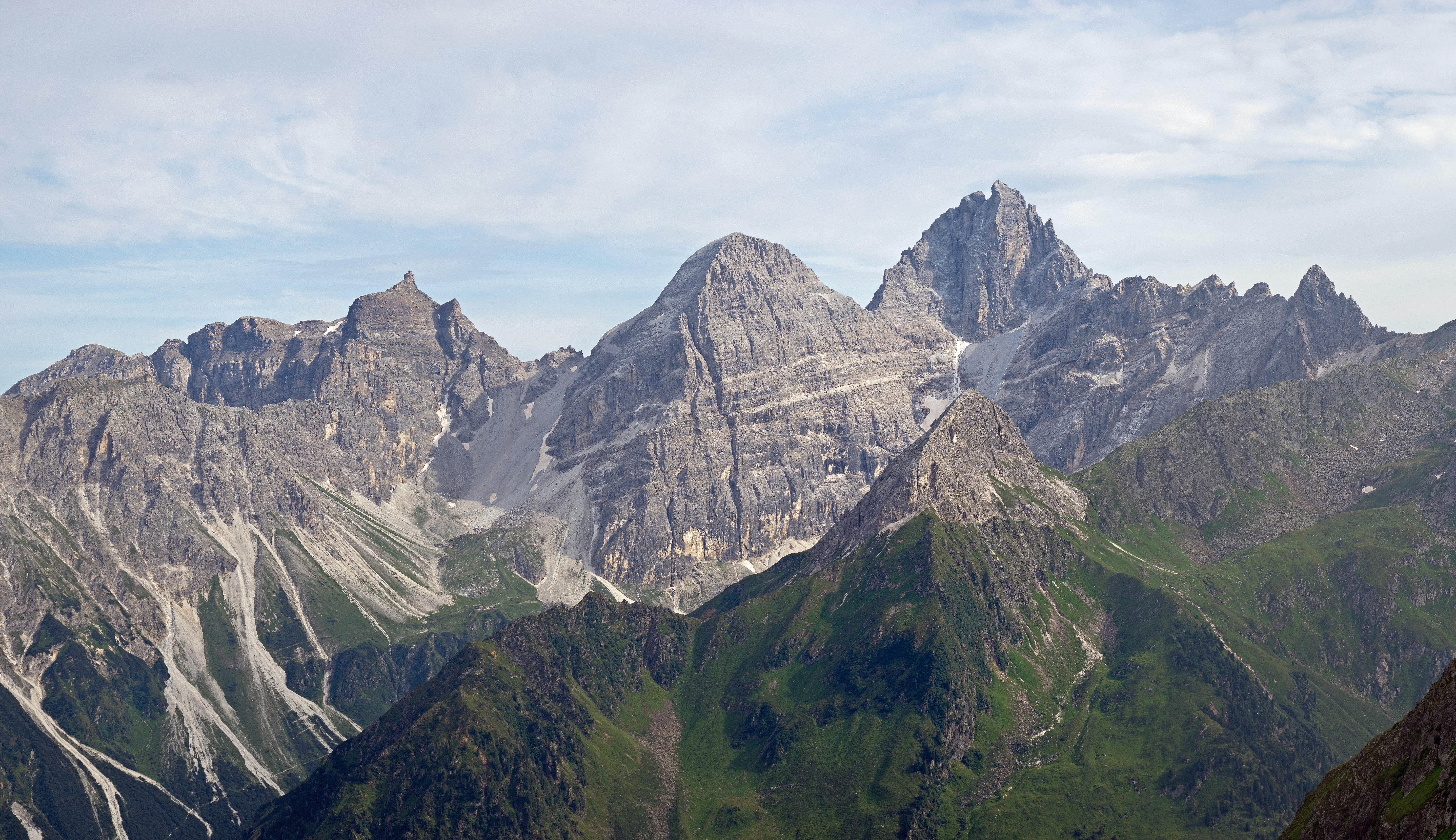
Tribulaungruppe im östlichen Hauptkamm

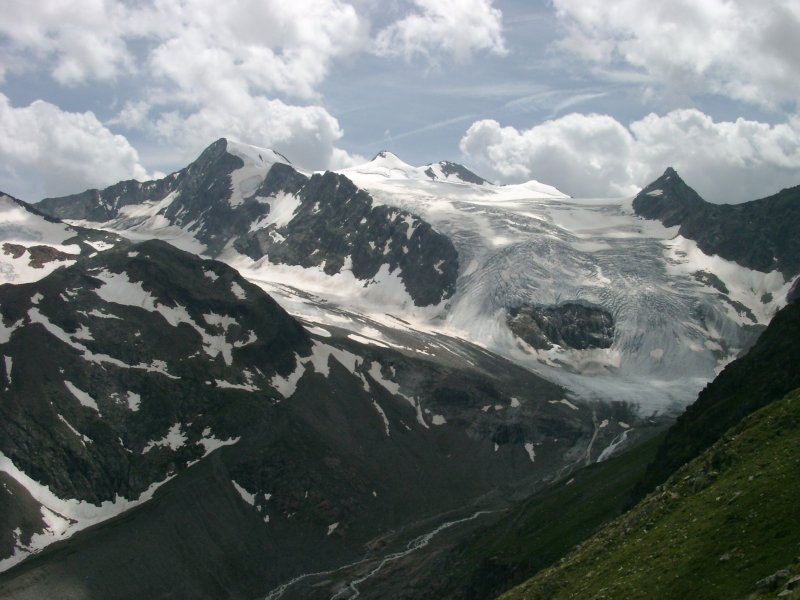
Zuckerhütl

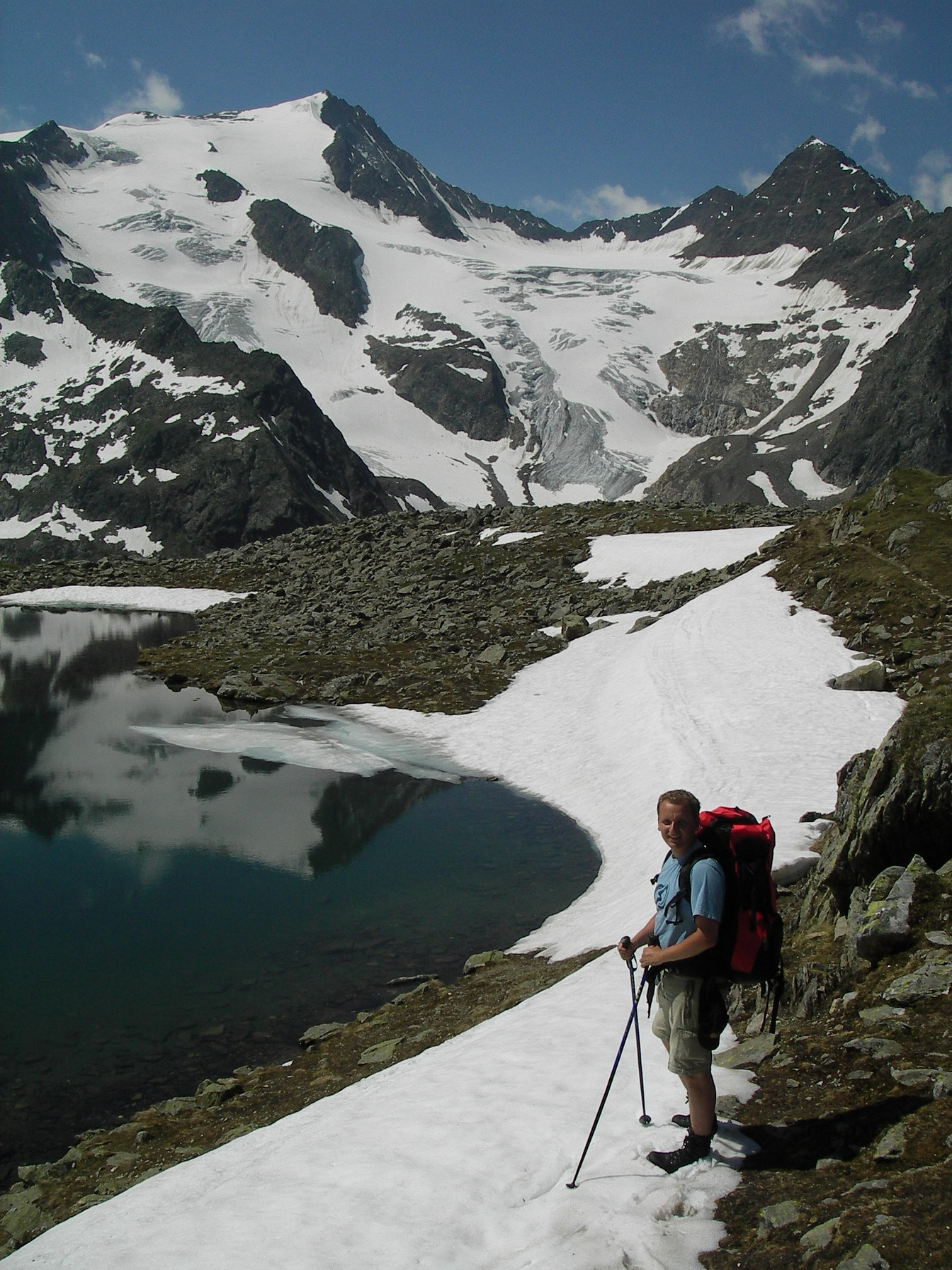
Gletscher am Wilden Freiger

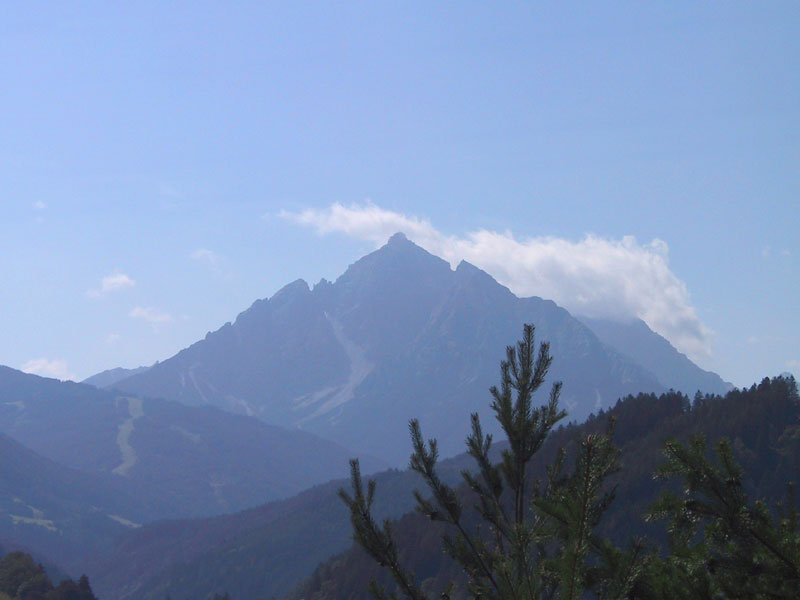
Serles

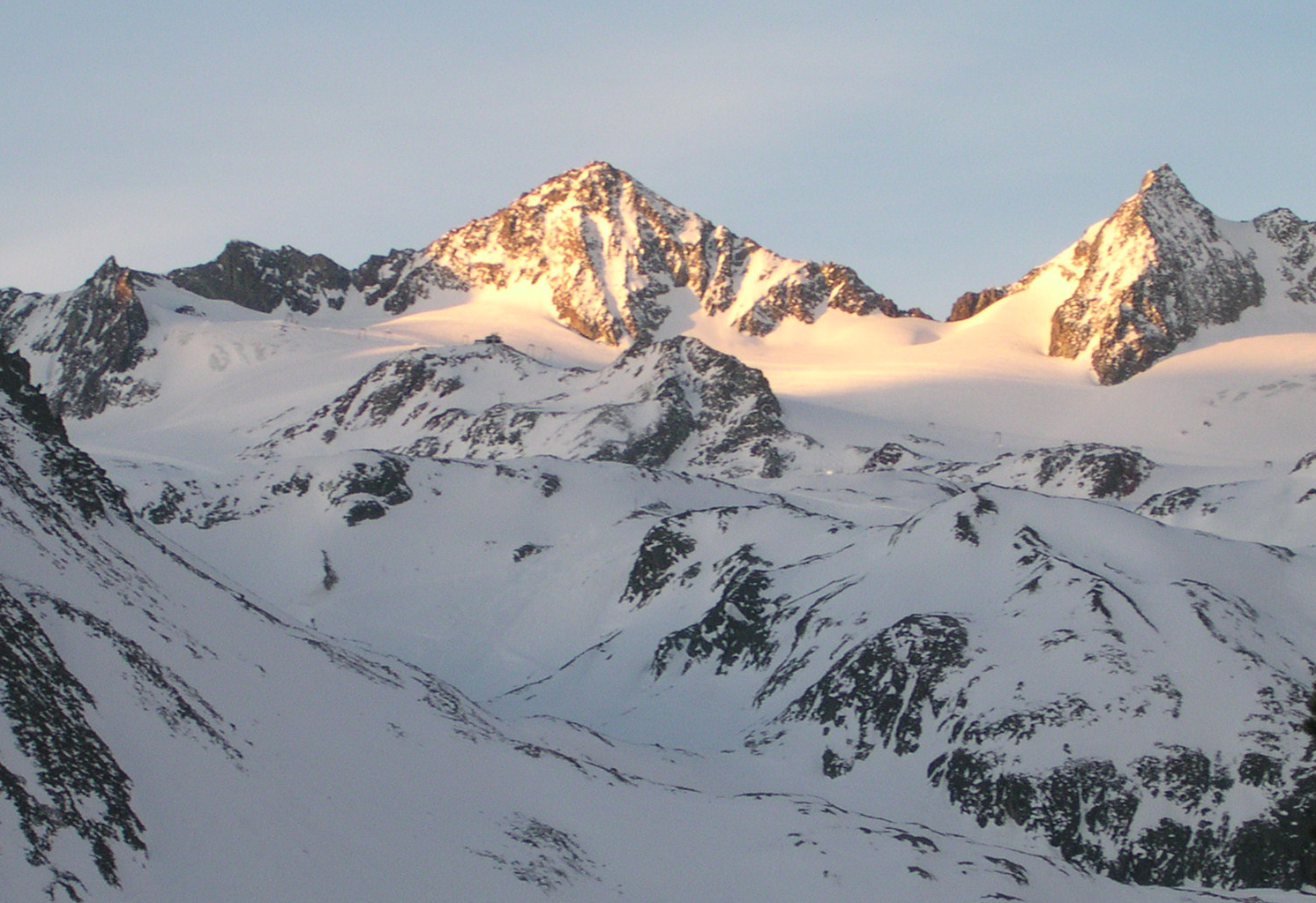
Stubaier Wildspitze

Der Alpenvereinsführer Stubaier Alpen teilt die Gebirgsgruppe in 15 Untergruppen ein:
- Nördliche Sellrainer Berge, höchster Berg: Rietzer Grießkogel, 2884 m
- Südwestliche Sellrainer Berge, höchster Berg: Gleirscher Fernerkogel, 3194 m
- Südöstliche Sellrainer Berge, höchster Berg: Hohe Villerspitze, 3092 m
- Larstiger Berge + Bachfallenstock, höchster Berg: Strahlkogel, 3295 m
- Alpeiner Berge, höchster Berg: Schrankogel, 3497 m
- Habicht-Elfer-Kamm, höchster Berg: Habicht, 3277 m
- Serleskamm, höchster Berg: Kirchdachspitze, 2840 m
- Sulztalkamm, höchster Berg: Wilde Leck, 3361 m
- Westlicher Hauptkamm, höchster Berg: Zuckerhütl, 3507 m (gleichzeitig der höchste Berg der gesamten Stubaier Alpen)
- Mittlerer Hauptkamm, höchster Berg: Wilder Freiger, 3418 m
- Östlicher Hauptkamm, höchster Berg: Pflerscher Tribulaun, 3097 m
- Windach-Brunnenkogelkamm, höchster Berg: Jochköpfl, 3143 m
- Botzergruppe + Ausläufer, höchster Berg: Botzer, 3250 m
- Aggls-Rosskopf-Kamm, höchster Berg: Agglsspitze, 3196 m
- Kalkkögel, höchster Berg: Schlicker Seespitze, 2804 m

### Gipfel
Die 10 höchsten Gipfel der Stubaier Alpen:
- Zuckerhütl, 3507 m
- Pfaffenschneide, 3498 m
- Schrankogel, 3497 m
- Ruderhofspitze, 3474 m
- Wilder Pfaff, 3456 m
- Sonklarspitze, 3444 m
- Wilder Freiger, 3418 m
- Östliche Seespitze, 3416 m
- Schrandele, 3393 m
- Hohes Eis, 3388 m

In den Stubaier Alpen gibt es knapp 500 benannte und mit Höhenkote versehene Gipfel. Zu den bekannteren gehören (geordnet nach der Höhe):
- Wilde Leck, 3361 m
- Stubaier Wildspitze, 3341 m
- Schaufelspitze, 3332 m
- Lüsener Fernerkogel, 3298 m
- Breiter Grießkogel, 3287 m
- Habicht, 3277 m
- Östlicher Feuerstein, 3268 m
- Schneespitze, 3178 m
- Pflerscher Tribulaun, 3097 m
- Hohe Villerspitze, 3087 m
- Weißwandspitze, 3017 m
- Sulzkogel, 3016 m
- Hochreichkopf, 3010 m
- Zischgeles, 3004 m
- Roter Kogel, 2832 m
- Gamskogel, 2813 m
- Schlicker Seespitze, 2804 m
- Serles, 2717 m
- Hoher Burgstall, 2611 m
- Lämpermahdspitze 2595 m
- Elferspitze, 2505 m
- Gargglerin, 2470 m
- Saile (Nockspitze), 2404 m

## Geologie

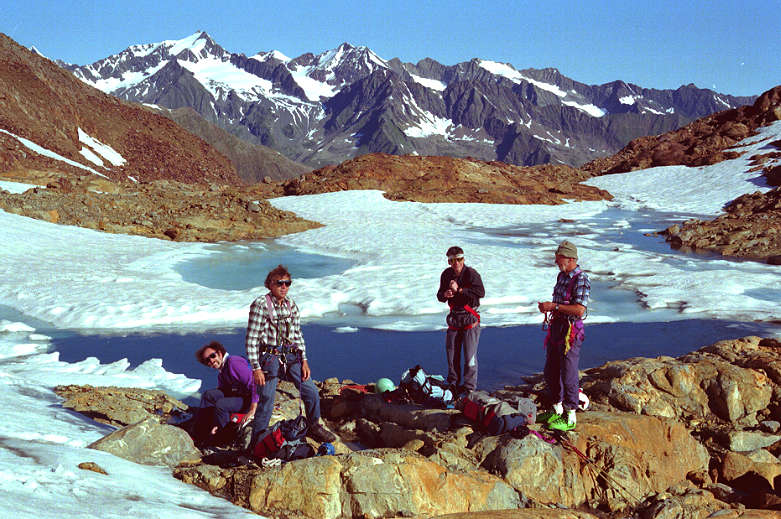
Die Ruderhofspitze gesehen vom Aperen-Feuerstein-Ferner

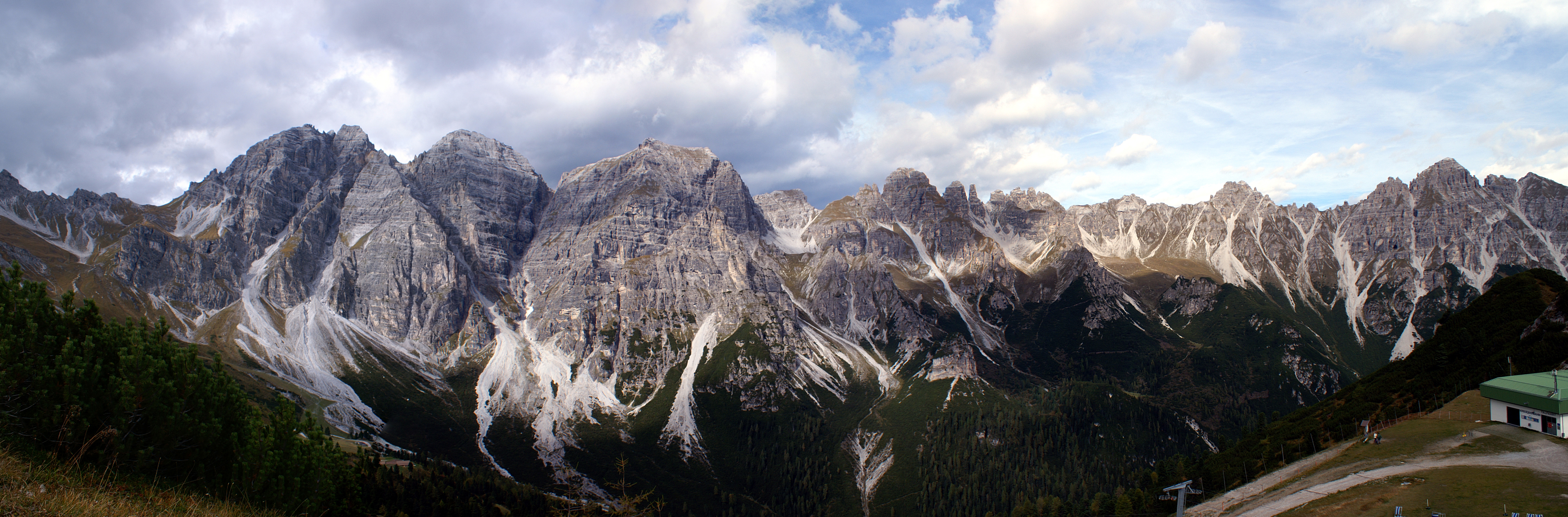
Das Brennermesozoikum, hier in den Kalkkögeln, lagert dem kristallinen Untergrund auf

Der größte Teil der in den Stubaier Alpen vorkommenden Gesteine gehört dem Ötztal-Stubai-Kristallin an, das große Ähnlichkeiten mit dem Silvretta-Kristallin aufweist. Vorherrschende Gesteine im Ötztal-Stubai-Kristallin sind verschiedene Gneise. Begleitet werden diese Gneise unter anderem von Glimmerschiefern und Amphiboliten, die zum Teil auf ehemalige Tuffe und Tuffite zurückgehen. Eine Besonderheit stellt der Winnebachgranit dar, der im Bereich der Winnebachseehütte und am Gänsekragen vorkommt. Es ist ein in variszischer Zeit teilweise aufgeschmolzenes Gestein, ein sogenannter Migmatit. Die teilweise deutlich älteren Gesteine des Ötztal-Stubai-Kristallins wurden in variszischer Zeit metamorph überprägt.
Im Ostteil der Stubaier Alpen liegen dem Ötztal-Stubai-Kristallin nur leicht metamorph veränderte Sedimentgesteine auf, das Brennermesozoikum. Es reicht etwa von der Perm-Trias-Grenze zumindest bis ins Jura empor, wobei den größten Teil des Gesteins Dolomite der mittleren und oberen Trias darstellen. In diese Dolomite ist ein Band aus Raibler Schichten eingelagert, an dem sich der im Brennermesozoikum von Norden nach Süden hin zunehmende Metamorphosegrad deutlich ablesen lässt. Während dieses Band im Norden vorwiegend aus Tonschiefern besteht, geht es in Richtung Süden in Glimmerschiefer über. Ebenfalls zum Brennermesozoikum gehört die Blaserdecke, eine kleine, tektonisch auflagernde Einheit, die etwa den Bereich von der Kesselspitze bis zum Blaser umfasst. Berge, die aus Gesteinen des Brennermesozoikums aufgebaut werden, sind unter anderem die Kalkkögel, der Serleskamm, die Tribulaune oder der Telfer Weiße.
Im Raum zwischen dem Gschnitztal und dem Pflerschtal tritt über dem Brennermesozoikum eine weitere tektonische Einheit auf: Die Steinacher Decke. Sie besteht vor allem aus Quarzphyllit mit Einschlüssen von Eisendolomit. Im Hangenden dieser Decke finden sich Quarzkonglomerate mit anthrazitführenden Flözen. Pflanzenfossilien aus diesen Flözen, die am Nößlachjoch gefunden wurden, sind dem Oberen Karbon zuzuordnen.
Eine weitere erwähnenswerte Einheit bildet der Schneebergerzug. Diese etwa fünf Kilometer breite Einheit setzt westlich von Sterzing ein und reicht bis zur Texelgruppe. Aufgebaut wird er vor allem aus Glimmerschiefern weiters aus Marmoren und Quarziten. Die Gesteine stellen Sedimente dar, die im Paläozoikum dem kristallinen Untergrund aufgelagert wurden und in der Kreidezeit vor etwa 80 Millionen Jahren metamorph überprägt wurden. Diese Schneeberger Metamorphose zeichnet auch verantwortlich für die metamorphe Überprägung des Brennermesozoikums und ist auch in den angrenzenden Teilen des Altkristallins nachweisbar. Die namensgebende Bergbauregion Schneeberg ist reich an Vererzungen.
Die Randterrassen zum Inntal, das Tiroler Mittelgebirge, sind eine periglaziale Schuttlandschaft, die auch reich an glazialmorphologischen Erscheinungen, wie Toteisresten, ist.

### Tektonik
Charakteristisch für das Ötztal-Stubai-Kristallin sind flach liegende Faltenachsen im Nordteil und steil stehende Faltenachsen im Südteil, man spricht hier von Schlingentektonik, die erdgeschichtlich auf die variszische Zeit zurückgeht. An Störungssystemen sind im Stubai-Ötztal-Kristallin vor allem die in SW-NO-Richtung hervorzuheben, die am längsten zu verfolgen sind, besonders auffallend ist etwa das Matscher-Tal-Stubaital-Störungssystem.

## Geschichte
Die Bezeichnung des Gebirges taucht unter der Bezeichnung „inter Alpes ad Stupeia“ bereits um 993/94–1005 in einer Traditionsnotiz des Hochstifts Freising auf.

## Tourismus
In den Stubaier Alpen gibt es die folgenden Hütten des Deutschen, Österreichischen und Italienischen Alpenvereins sowie des Landes Südtirol:
- Adolf-Pichler-Hütte (bei den Kalkkögeln)
- Amberger Hütte (im Sulztal)
- Becherhaus (am mittlerern Hauptkamm)
- Bremer Hütte (bei Gschnitz)
- Brunnenkogelhaus
- Dresdner Hütte (im Skigebiet)
- Elferhütte (bei Neustift)
- Franz-Senn-Hütte (im Oberbergtal)
- Grohmannhütte (Ridnauntal)
- Hildesheimer Hütte (am Windachtal)
- Hochstubaihütte (auf der Wildkarspitze)
- Innsbrucker Hütte (im Gschnitztal)
- Magdeburger Hütte (im Pflerschtal)
- Müllerhütte (am mittlerern Hauptkamm)
- Neue Bielefelder Hütte (in der Skiregion Hochoetz)
- Neue Regensburger Hütte (bei Falbeson)
- Nürnberger Hütte (bei Ranalt)
- Potsdamer Hütte
- Peter-Anich-Hütte
- Pforzheimer Hütte (bei St. Sigmund im Sellrain)
- Schneeberghütte (zwischen Passeiertal und Ridnauntal)
- Schweinfurter Hütte
- Siegerlandhütte (im Windachtal)
- Starkenburger Hütte (bei Neustift)
- Sulzenauhütte (bei Ranalt)
- Teplitzer Hütte (Ridnauntal)
- Tribulaunhütte (im Pflerschtal)
- Westfalenhaus (bei St. Sigmund im Sellrain)
- Winnebachseehütte (bei Gries im Sulztal)

Die Stubaier Alpen erreicht man durch das Stubaital, das Ötztal, das Gschnitztal und das Sellraintal bzw. von Südtirol her durch das Passeiertal, das Ridnauntal und das Pflerschtal.
Der Stubaier Höhenweg ist ein Höhenwanderweg von etwa 120 km Länge, der acht Hütten beiderseits des Stubaitals miteinander verbindet.

## Karten
- Alpenvereinskarte Nr. 31/1, 31/2, 31/3. Stubaier Alpen. Deutscher Alpenverein: München (1:25.000)
- Kompass-Karte Nr. 83. Stubaier Alpen (1:50.000).
- Freytag & Berndt Wanderkarte Nr. 241. Innsbruck, Stubai-Sellrain-Brenner (1:50.000).